# Warhammer 40.000: Space Wolf
Warhammer 40.000: Space Wolf ist ein rundenbasiertes Strategiespiel mit Sammelkarten im Science-Fiction-Spieluniversum Warhammer 40.000. Der Spieler steuert im Spiele eine Truppe Space Marines im Kampf gegen Vertreter der Chaos-Mächte und Maschinenwesen der Necrons. Das Programm wurde erstmals am 28. Oktober 2014 für iOS, am 16. Juli 2015 auch für Android veröffentlicht. Auf diesen Plattformen verwendete das Spiel ein Free-to-play-Geschäftsmodell. Die 2017 veröffentlichte Windows-Version wurde dagegen gegen Einmalzahlung angeboten.

## Handlung
Das Imperium sendet die Space Marines vom Orden der Space Wolves zum Planeten Kanak im Milchstraßenbereich Segmentum Obscurus. Als der Angriffskreuzer der Space Marines den Warp-Raum verlässt, wird es überraschend von einem Chaos-Kreuzer der Berserker-Klasse angegriffen und zerstört. Das Wrack stürzt auf die Oberfläche des Planeten, nur wenige Insassen überleben. Der Spieler übernimmt die Rolle von Valgard Twice-Slain, eines Squad-Kommandeurs der Space Wolves, der sich in einer Kampagne zunächst den verräterischen Chaos Space Marines der Word Bearer entgegenstellt, die vom Dunklen Apostel Oriax the Persuader angeführt werden. Das Team verhindert, dass die Word Bearer ein Ritual zur Erweckung eines Hüter der Geheimnisse, einem Großen Dämon des Chaosgottes Slaanesh, erfolgreich beenden können. Das fehlgeschlagene Ritual erweckt jedoch einen anderen Feind, die Necrons, die der Spieler anschließend ebenfalls besiegen muss.

## Spielprinzip
Space Wolves orientiert sich am Prinzip des Sammelkartenspiels in Kombination mit einem Free-to-play-Geschäftsmodell. Testberichte verglichen es mit dem Spielprinzip von Metal Gear Acid. Zu Beginn eines Gefechts erstellt der Spieler ein Deck aus Karten, z. B. Waffen und Sonderfertigkeiten, die für den Einsatz zur Verfügung stehen sollen. Spieler und Computergegner spielen diese Karten rundenweise aus. Die Anzahl der Möglichkeiten pro Runde sind durch Aktionspunkte vorgegeben, die jede ausgespielte Karte erfordert. Die damit ausgelösten Aktionen werden visuell auf dem Display in 3D-Grafik nachgestellt.
Ein Teil des Spiels ist das Erspielen von weiteren Sammelkarten sowie das Aufwerten der bereits erhaltenen Karten durch Kombination mit einer Karte gleichen Typs. Der Spieler kann sich in den Versionen für Smartphone und Tablet Spielinhalte gegen Echtgeld erkaufen. Dazu gehören Booster Packs mit neuen, zufällig ausgewählten Zusatzkarten, und Runen, die zur Wiederbelebung von Spielerfiguren oder für höhere Erfolgschancen auf seltene Karten eingesetzt werden können.

## Entwicklung
Das Spiel wurde im August 2013 mit einem Free-to-play-Geschäftsmodell angekündigt. Im September 2014 führte HeroCraft einen Soft Launch des Spiels in Südafrika durch, bevor das Spiel am 28. Oktober 2014 schließlich weltweit für iOS erschien. Im April 2015 erhielt das Spiel ein Update, das einen Mehrspieler-Modus 3 vs. 3 einführte. Am 16. Juli 2015 wurde die Android-Version veröffentlicht. Im Juni 2016 erschien ein Update mit einem PvE-Survival-Modus. Im Mai 2017 wurde die Saga of the Great Awakening, zehn neue Missionen mit dem Kampf gegen die Necrons, eingefügt.
Für die Veröffentlichung auf PC wurde das Geschäftsmodell auf einen Einmalkauf umgestellt. Am 16. Februar 2017 erschien das Spiel im Rahmen eines Early-Access-Programm als noch in der Entwicklung befindliche Frühfassung auf der Vertriebsplattform Steam. Das Programm wurde am 21. September beendet, Space Wolf gilt seither als Vollversion.

## Rezeption
Warhammer 40.000: Space Wolf erhielt in der mobilen Variante gemischte Kritiken (Metacritic: 69 von 100).

“Despite its looks, this Warhammer 40k strategy game is about as graceful and elegant as the bulky space marines being portrayed.”

„Abgesehen von seiner Optik, ist dieses Warhammer-40k-Strategiespiel ungefähr so elegant wie die klobigen Space Marines, die darin dargestellt werden.“

“You could argue that the game is a little too complex, that sometimes it's a bit vague when explaining its mechanics, but for some that's going to be half the fun.”

„Man könnte argumentieren, dass das Spiel ein wenig zu komplex ist, dass es manchmal etwas zu wage bei der Erklärung seiner Spielmechaniken ist; aber für manche macht das die Hälfte des Spielspaßes aus.“

“Space Wolf is a gorgeous and full-featured card-based strategy game with layers upon layers of finesse that fans of the Warhammer 40K universe will no doubt eat up. However, it relies on a hefty amount of “buy Y to do X” sensibilities, so if you can’t get behind that, you might be better off with another strategy game.”

„Space Wolf ist ein herrliches und vollwertiges kartenbasiertes Strategiespiel mit unzähligen Ebenen der Finesse, die Fans des Warhammer-40k-Universum zweifellos aufsaugen werden. Allerdings vermittelt es ein heftiges Gefühl von „Bezahle dies um das zu tun“; wer daher nicht darüber hinwegsehen kann, ist vielleicht mit einem anderen Strategiespiel besser bedient.“

Ein Tester der PC-Version des Magazins Hooked Gamers urteilte dagegen positiver:

“Though it is sometimes frustrating, it’s a good bit of fun that takes an interesting approach to the genre that you won’t find done any better elsewhere.”

„Obwohl es manchmal frustrierend ist, ist es ein spaßiges Werk, das eine interessanten Herangehensweise an das Genre zeigt, die man nirgends anders besser vorfindet.“